# 둔촌동역
둔촌동역(遁村洞驛, Dunchon-dong station)은 서울특별시 강동구 성내동에 위치한 수도권 전철 5호선 마천지선의 전철역이다. 개통 당시에는 역 번호가 554번이었다. 성내천 하저터널로 올림픽공원역과 연결된다.

## 역사
- 1996년 3월 30일 : 서울 지하철 5호선 강동역~마천역 구간 개통과 함께 영업 개시 (당시 역 번호 554)
- 1996년 12월 30일 : 서울 지하철 5호선 완전 개통과 함께 역 번호 변경 (P549)

## 역 구조
2면 2선의 상대식 승강장이며 스크린도어가 설치되어 있다. 이 역과 강동역 사이에 길동역으로 가는 회송 열차용 연결 선로가 있으며(여객 영업과 관련 없음), 8호선 전동차가 이 선로를 이용하여 고덕차량사업소로 이동한 후 중검수를 받는다. 또한, 마천역에서 종착한 5호선 전동차가 기지 입고를 위하여 고덕차량사업소로 이동할 때 이 선로를 이용한다. 향후 복선화 되면 하남선 열차가 이 연결선을 운행한다.

### 승강장
| 강동 ↑       |
| \| 상        |
| ↓ 올림픽공원 |

| 상행 | ● 수도권 전철 5호선 | 강동 · 천호 · 여의도 · 방화 방면            |
| 하행 | ● 수도권 전철 5호선 | 올림픽공원 · 방이 · 오금 · 거여 · 마천 방면 |

## 역 주변
- 둔촌고등학교
- 둔촌중학교
- 한산중학교
- 서울한산초등학교
- 중앙보훈병원
- 동북고등학교
- 둔촌초등학교
- 위례초등학교
- 둔촌동우체국
- 성내3동행정복지센터
- 성내동우체국
- 성내중학교

## 이용객 변동
| 노선  | 노선   | 일평균 인원수 (명/일) | 일평균 인원수 (명/일) | 일평균 인원수 (명/일) | 일평균 인원수 (명/일) | 일평균 인원수 (명/일) | 일평균 인원수 (명/일) | 일평균 인원수 (명/일) | 일평균 인원수 (명/일) | 일평균 인원수 (명/일) | 일평균 인원수 (명/일) | 각주  |
| 노선  | 노선   | 2000년                | 2001년                | 2002년                | 2003년                | 2004년                | 2005년                | 2006년                | 2007년                | 2008년                | 2009년                | 각주  |
| ----- | ------ | --------------------- | --------------------- | --------------------- | --------------------- | --------------------- | --------------------- | --------------------- | --------------------- | --------------------- | --------------------- | ----- |
| 5호선 | 승차   | 12,553                | 13,699                | 14,026                | 13,810                | 13,677                | 13,777                | 13,127                | 12,523                | 12,143                | 11,921                | [ 1 ] |
| 5호선 | 하차   | 12,115                | 13,266                | 13,753                | 13,662                | 13,418                | 13,592                | 12,900                | 12,487                | 12,112                | 11,898                | [ 1 ] |
| 5호선 | 승하차 | 24,668                | 26,965                | 27,778                | 27,472                | 27,096                | 27,369                | 26,027                | 25,011                | 24,255                | 23,818                | [ 1 ] |
| 노선  | 노선   | 2010년                | 2011년                | 2012년                | 2013년                | 2014년                | 2015년                | 2016년                | 2017년                |                       |                       | [ 1 ] |
| 5호선 | 승차   | 13,014                | 13,607                | 13,838                | 13,929                | 13,750                | 13,510                | 13,204                | 12,075                |                       |                       | [ 1 ] |
| 5호선 | 하차   | 12,943                | 13,475                | 13,752                | 13,852                | 13,760                | 13,461                | 13,044                | 11,968                |                       |                       | [ 1 ] |
| 5호선 | 승하차 | 25,957                | 27,083                | 27,590                | 27,781                | 27,510                | 26,971                | 26,248                | 24,043                |                       |                       | [ 1 ] |

## 인접한 역
| 서울 지하철 5호선 지선 | 서울 지하철 5호선 지선 | 서울 지하철 5호선 지선    |
| ---------------------- | ---------------------- | ------------------------- |
| 548 강동 방화 방면     | ● 수도권 전철 5호선    | P550 올림픽공원 마천 방면 |